# إنتركونتيننتال سميراميس

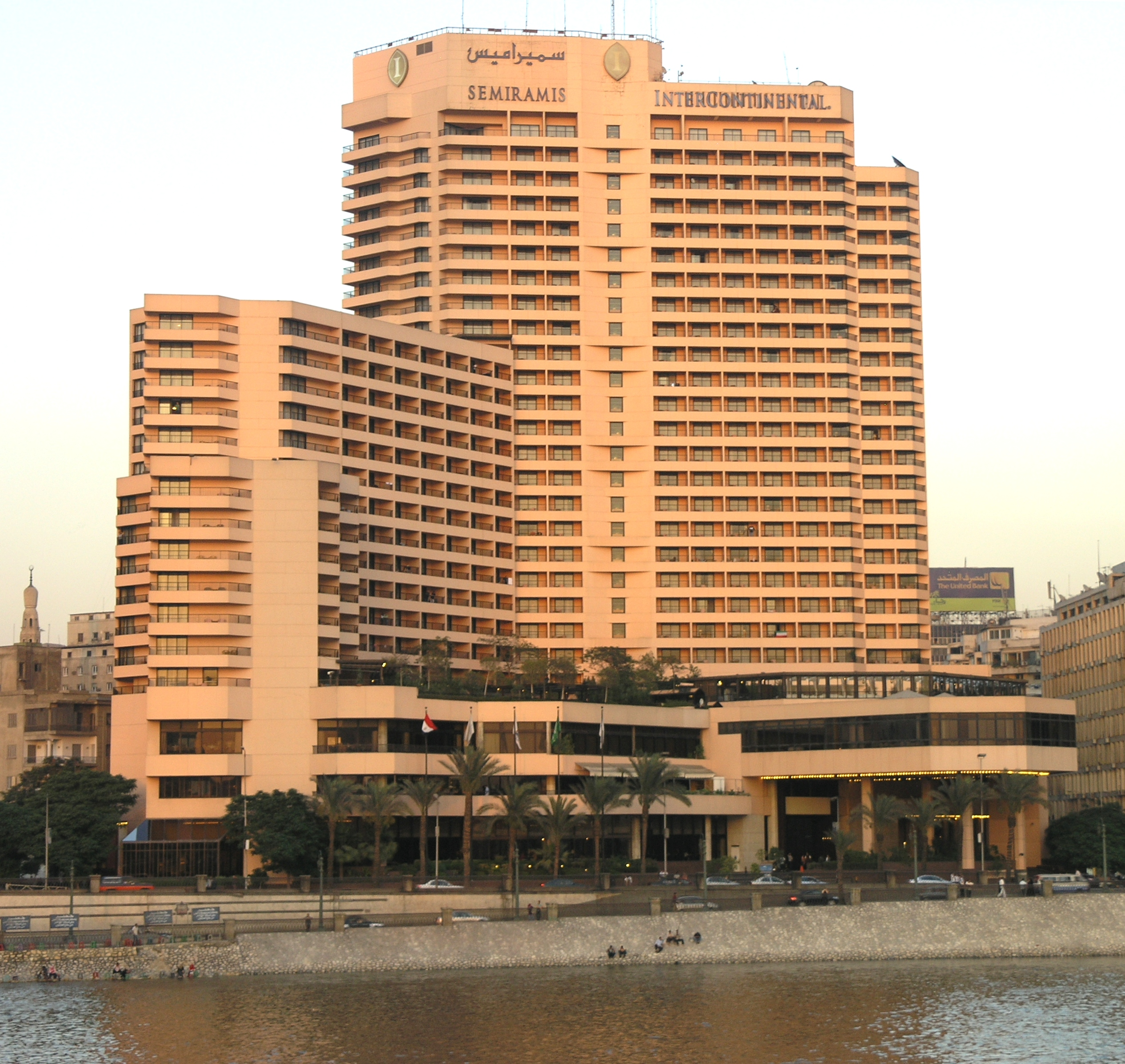
منظر عام للفندق

فندق انتركونتيننتال سميراميس هو فندق تابع مجموعة فنادق إنتركونتيننتال يقع على الضفة الشرقية للنيل بمنطقة جاردن سيتي بالقاهرة، ويقع الفندق بالقرب من ميدان التحرير. تم الانتهاء من تشيد الفندق عام 1988.

## وصلات خارجية
- الموقع الرسمي للفندق